# Emilia Pardo Bazán
Emilia Pardo-Bazán y de la Rúa-Figueroa (La Corunya, 16 de setembre de 1851—Madrid, 12 de maig de 1921) va ser una novel·lista, assagista i feminista gallega. És considerada la millor novel·lista espanyola del segle xix i una de les escriptores més destacades de la història literària espanyola. A més de novel·les i contes, va escriure llibres de viatges, obres dramàtiques, composicions poètiques i nombroses col·laboracions periodístiques, amb les quals la seva presència a l'Espanya del seu temps va ser constant. Amb la seva obra i vida va posar de manifest la capacitat de la dona per ocupar en la societat els mateixos llocs que els homes, sense haver de renunciar als aspectes purament femenins.

## Biografia
Nascuda a la Corunya l'any 1851, va ser l'única filla de José Pardo-Bazán y Mosquera i d'Amalia de la Rúa-Figueroa y Somoza, de família noble, en el si de la qual va rebre una molt bona educació. Va esdevenir una lectora voraç des dels vuit anys; als nou anys va compondre els primers versos i als quinze el primer conte, Un matrimonio del siglo XIX. Va enviar aquesta primera obra a l'Almanaque de La Soberanía Nacional; seria el primer dels prop de 600 contes que va publicar al llarg de la seva vida.
La seva educació, la va acabar a Madrid, on la família acostumava a passar els hiverns a causa de les activitats polítiques del seu pare amb el Partit Progressista. L'any 1868 la seva vida canvia totalment a causa del seu casament el 10 de juliol amb José Quiroga, celebrat al pazo de Meirás, propietat de la seva família. Quiroga era un estudiant de dret quatre anys més gran que ella. El segon gran esdeveniment va ser la Revolució de 1868. Els Pardo-Bazán van abandonar temporalment el país el 1873, tant Emilia com el seu marit van marxar. Van recórrer diversos països d'Europa; durant aquest període Emilia es va interessar per diversos idiomes i va iniciar la lectura dels grans autors de cada país en la seva llengua original. La seva inquietud intel·lectual va augmentar i quan va tornar a Espanya va entrar en contacte amb el krausisme mitjançant Francisco Giner de los Ríos, que esdevindria gran amic seu. La influència dels krausistes va fer que realitzés la lectura d'autors místics i de Kant, que la van conduir, així mateix, a Descartes, Tomàs d'Aquino, Aristòtil i Plató.
El 1876 neix el seu primer fill, Jaime, i es dona a conèixer com a escriptora guanyant un concurs convocat a Ourense en commemoració del centenari de Benito Jerónimo Feijoo, si bé aleshores encara no havia abandonat totalment la poesia. Gràcies al seu amic Giner de los Ríos edita el primer llibre de poemes, Jaime, publicat el 1881. Pardo Bazán no es va interessar per la novel·lística fins a anys més tard; considerava la novel·la un gènere menor, i va preferir seguir formant el seu intel·lecte, al qual encara hi trobava mancances. Tanmateix, la lectura i coneixença d'obres contemporànies l'animen a escriure la primera novel·la, Pascual López. Autobiografía de un estudiante de medicina, poc abans d'acceptar la direcció de la Revista de Galicia l'any 1880.
El 1881 publica Un viaje de novios, on es reflecteixen les experiències del seu viatge a França. El pròleg d'aquesta obra és molt important per entendre el que significa el naturalisme en l'obra de Pardo Bazán, així com la sèrie d'articles que va publicar entre 1882 i 1883 amb el títol La cuestión palpitante, la del naturalisme, corrent literari que ella va donar a conèixer a Espanya. L'any 1881, a l'estiu, a Meirás, acaba d'escriure San Francisco de Asís, quan està embarassada de la seva segona filla, Carmen. Segueix la línia naturalista en la seva tercera novel·la, La Tribuna (1883) i posteriors, Los pazos de Ulloa (1886), La madre naturaleza (1887) i La piedra angular (1891), si bé en les dues primeres Pardo Bazán escriu sobre una temàtica allunyada del naturalisme. Entre les dues darreres, publica quatre novel·les que tampoc poden considerar-se naturalistes: Insolación i Morriña (1889), ambientades a Madrid, considerades per la crítica dintre del moviment realista, i Una cristiana i La prueba (1890), amb elements idealistes, una tendència en el cicle d’Adán y Eva, format per Doña Milagros (1894) i Memorias de un solterón (1896). Altrament, El cisne de Vilamorta conjuga l'observació realista amb alguns elements romàntics.
El 1891 funda la revista Nuevo Teatro Crítico, que serà escrita completament per ella. El seu títol i l'objectiu cultural i divulgatiu era honorar Benito Jerónimo Feijoo, a qui Pardo Bazán admirava profundament. L'any següent funda i comença a dirigir la Biblioteca de la Mujer. Les col·laboracions periodístiques d'Emilia eren nombroses: des de feia anys escrivia cròniques de viatges, articles, assaigs i contes que havien sortit en diverses col·leccions: Cuentos de Marineda (Marineda era el nom amb què Emilia anomenava la Corunya), Cuentos de amor, Cuentos sacroprofanos, En tranvía (Cuentos dramáticos), Cuentos de Navidad, Cuentos de la patria, Cuentos antiguos... En la premsa, concretament en La Lectura, comença a publicar-se el 1903 la seva novel·la La Quimera, que dos anys més tard seria editada en llibre. Aquesta obra reflecteix el moment en què va ser escrita, té ecos modernistes i simbolistes. El 1908 publica La sirena negra, el tema central de la qual és la mort; l'escriu per a l'Ateneu de Madrid: va esdevenir presidenta de la seva secció de literatura, el 1906.
Gran viatgera, mentre, a més, es continuen imprimint els seus articles i llibres. El 1900 apareix en El Imparcial els seus articles sobre l'Exposició Universal de París, que acabarien donant forma al llibre Cuarenta días en la Exposición i el 1902 publica Por la Europa católica, fruit del seu viatge pels Països Baixos. El 1906 va intentar dur una de les seves obres, Verdad y Cuesta abajo, al teatre, estrenada a Madrid, no va tenir èxit. D'altra banda, es va convertir en una reconeguda figura literària, cultural i social de l'època. L'any 1908 va començar a utilitzar el títol de comtessa de Pardo Bazán, atorgat per Alfons XII en reconeixement de la seva tasca en el món literari; des de 1910 va ser consellera d'Instrucció Pública, i sòcia de número de la Sociedad Matritense de Amigos del País des de 1912. Més tard, el 1914, li va ser imposada la Banda de l'Orde de Maria Lluïsa i rebria la Creu Pro Ecclesia et Pontifice per part de Benet XV. El 1916 el ministre d'Instrucció Pública la va nomenar catedràtica de Literatura Contemporània de Llengües Neollatines a la Universitat Central.
El 12 de maig de 1921 va morir a causa d'una complicació de la diabetis que patia. L'endemà tota la premsa parlava de l'escriptora, que va ser enterrada a l'església de la Concepción de Madrid, tot i que al seu testament havia manifestat la voluntat d'ésser sebollida a Galícia.